# Wądroże Wielkie
Wądroże Wielkie (in tedesco Groß Wandriß) è un comune rurale polacco del distretto di Jawor, nel voivodato della Bassa Slesia.
Ricopre una superficie di 89,15 km² e nel 2004 contava 4 068 abitanti.